# Plage de Gunga

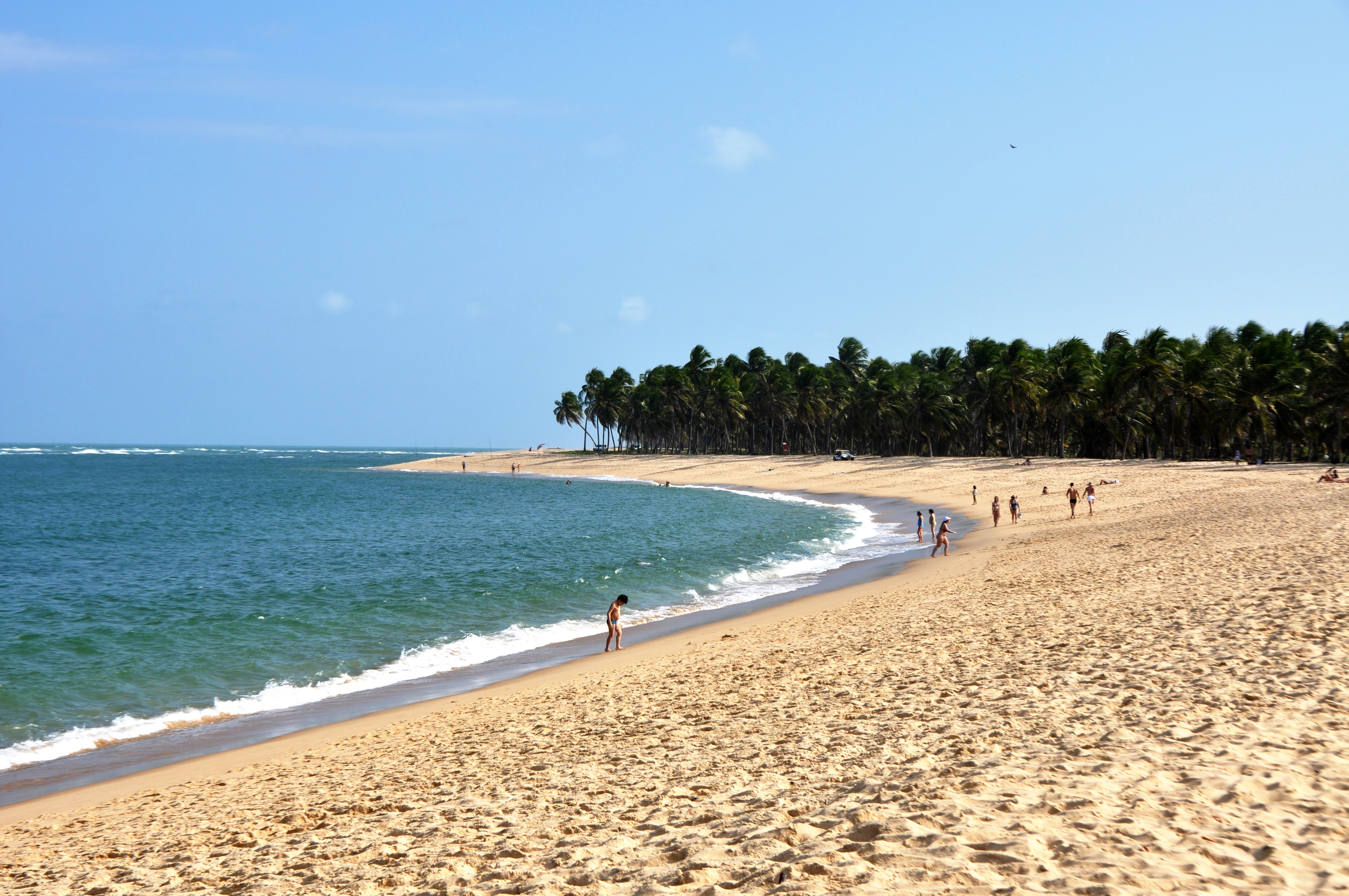
Plage de Gunga.

La plage de Gunga est une plage de sable formée à la jonction de la lagune de Roteiro et de l'océan Atlantique sur le territoire de la commune de Roteiro, dans l'Alagoas, au Brésil.